# Breslaus voetbalkampioenschap 1932/33
In 1932/33 werd het 26ste en laatste Breslaus voetbalkampioenschap gespeeld, dat georganiseerd werd door de Zuidoost-Duitse voetbalbond. Breslauer SC 08 werd kampioen en plaatste zich voor de Zuidoost-Duitse eindronde. Breslauer FV 06 moest niet eerst langs de Midden-Silezische eindronde en plaatste zich ook rechtstreeks voor de eindronde. Breslauer SC 08 werd derde en FV 06 vijfde.
Na dit seizoen kwam de NSDAP aan de macht en werden alle regionale voetbalbonden opgeheven. De Gauliga werd ingevoerd als hoogste klasse en de clubs uit Breslau gingen spelen in de Gauliga Schlesien. De top vier plaatste zich en de andere clubs gingen in de nieuwe Bezirksliga spelen, de tweede klasse. Breslauer SC 08 en de Vereinigte Breslauer Sportfreunde fusioneerden tot Breslauer SpVgg 02.

## A-Liga
| Plaats | Club                              | Wed. | W | G | V | Saldo | Ptn   |
| ------ | --------------------------------- | ---- | - | - | - | ----- | ----- |
| 1.     | Breslauer SC 08                   | 14   | 9 | 1 | 4 | 33:26 | 19:9  |
| 2.     | Breslauer FV 06                   | 14   | 7 | 3 | 4 | 36:23 | 17:11 |
| 3.     | SC Hertha Breslau                 | 14   | 7 | 3 | 4 | 32:22 | 17:11 |
| 4.     | SC Vorwärts Breslau               | 14   | 8 | 0 | 6 | 32:25 | 16:12 |
| 5.     | Vereinigte Breslauer Sportfreunde | 14   | 6 | 3 | 5 | 39:30 | 15:13 |
| 6.     | VfB 1898 Breslau                  | 14   | 5 | 1 | 8 | 31:39 | 11:17 |
| 7.     | VSV Union Wacker 08 Breslau       | 14   | 4 | 1 | 9 | 22:43 | 9:21  |
| 8.     | SC Alemannia 09 Breslau           | 14   | 3 | 2 | 9 | 18:35 | 8:20  |

|  | Kampioen, geplaatst voor Zuidoost-Duitse eindronde en de Gauliga Schlesien 1933/34                                                          |
|  | Play-off tweede plaats + beiden gekwalificeerd voor de Gauliga Schlesien 1933/34, de winnaar gaat ook nog naar de Zuidoost-Duitse eindronde |
|  | Gekwalificeerd voor de Gauliga Schlesien 1933/34                                                                                            |
|  | Fuseert na dit seizoen met Breslauer SC 08 tot Breslauer SpVgg 02                                                                           |
|  | Gekwalificeerd Bezirksliga Mittelschlesien 1933/34                                                                                          |

Play-off tweede plaats

De winnaar gaat naar de Midden-Silezische eindronde.
|                 |                 |              |                   |         |
| 17 januari 1933 | Breslauer FV 06 | 4 – 3 (n.v.) | SC Hertha Breslau | Breslau |
| 17 januari 1933 |                 |              |                   | Breslau |

## B-Liga
SpVgg 1892 Breslau fuseerde met SV Großmarkthalle Breslau tot SVg Großmarkthalle Breslau. 
| Plaats | Club                       | Wed. | W  | G | V  | Saldo | Ptn   |
| ------ | -------------------------- | ---- | -- | - | -- | ----- | ----- |
| 1.     | SC Schlesien 1901 Breslau  | 14   | 11 | 2 | 1  | 39:17 | 24:04 |
| 2.     | SC Germania Breslau        | 14   | 9  | 1 | 4  | 29:20 | 19:09 |
| 3.     | PfL Breslau                | 14   | 9  | 1 | 4  | 34:24 | 19:09 |
| 4.     | SC Minerva-Rasenfreunde 09 | 14   | 6  | 3 | 5  | 43:29 | 15:13 |
| 5.     | SV Straßenbahn Breslau     | 14   | 6  | 2 | 6  | 37:35 | 14:14 |
| 6.     | Breslauer SpVgg Komet 05   | 14   | 5  | 1 | 8  | 37:34 | 11:17 |
| 7.     | SVg Großmarkthalle Breslau | 14   | 1  | 4 | 9  | 20:45 | 06:22 |
| 8.     | SV Grüneiche 1924          | 14   | 1  | 2 | 11 | 22:57 | 04:24 |

|  | Gekwalificeerd voor de Bezirksliga Mittelschlesien 1933/34 |
|  | Gekwalificeerd voor Kreisklasse Mittelschlesien 1933/34    |